# Hrabstwo White (Indiana)
Hrabstwo White (ang. White County) – hrabstwo w stanie Indiana w Stanach Zjednoczonych. Obszar całkowity hrabstwa obejmuje powierzchnię 508,68 mil2 (1 317,48 km²). Według danych z 2010 r. hrabstwo miało 24 643 mieszkańców. Hrabstwo powstało w 1834 roku i nosi imię Isaac'a White'a, pułkownika milicji Illinois, poległym w bitwie pod Tippecanoe.

## Sąsiednie hrabstwa
- Hrabstwo Pulaski (północ)
- Hrabstwo Cass (wschód)
- Hrabstwo Carroll (południowy wschód)
- Hrabstwo Tippecanoe (południe)
- Hrabstwo Benton (zachód)
- Hrabstwo Jasper (północny zachód)

## Miasta
- Brookston
- Burnettsville
- Chalmers
- Monon
- Monticello
- Reynolds
- Wolcott

## CDP
- Buffalo
- Idaville
- Norway